# Lactobacillus kitasatonis
Lactobacillus kitasatonis è una specie di batterio appartenente alla famiglia delle Lactobacillaceae.